# Robert J. Lagomarsino
Robert John Lagomarsino (ur. 4 września 1926 w Ventura, zm. 7 lutego 2021 w Ojai) – amerykański polityk, członek Partii Republikańskiej.

## Działalność polityczna
Od 1961 zasiadał w stanowym Senacie Kalifornii. W okresie od 5 marca 1974 do 3 stycznia 1975 był przedstawicielem 13. okręgu, a od 3 stycznia 1975 do 3 stycznia 1993 przez dziewięć kadencji był przedstawicielem 19. okręgu wyborczego w stanie Kalifornia w Izbie Reprezentantów Stanów Zjednoczonych.